# Československá basketbalová liga žen 1980/1981
Československá basketbalová liga žen 1980/1981 byla nejvyšší ligovou basketbalovou soutěží žen v Československu. Hrálo ji 8 družstev. Titul mistra Československa získal tým Sparta ČKD Praha, na druhém místě se umístil klub VŠ Praha a na třetím KPS Brno.
- Sparta ČKD Praha (trenér Karel Herink) získala v sezóně 1980/81 svůj 21. titul mistra Československa (z 23 celkem).
- Vítězem ankety Basketbalista roku byla v roce 1980 Ivana Třešňáková (Sparta Praha).
- „All Stars“ československé basketbalové ligy - nejlepší pětka hráčů basketbalové sezóny 1980/81: Hana Zarevúcká, Anna Součková-Kozmanová, Pavla Davidová, Ivana Třešňáková, Alena Weiserová-Kopecká

Konečné pořadí ligy 

1. Sparta ČKD Praha (mistr Československa 1981) - 2. VŠ Praha - 3. KPS Brno - 4. Slovan CHZJD Bratislava - 5. ZŤS Košice - 6. SCP Ružomberok - 7. Lokomotiva Košice - 8. Slávia Prešov

## Systém soutěže
- Všechna družstva hrála dvoukolově každý s každým (doma - venku), každé družstvo 14 zápasů. Následovaly čtyři turnaje ve dvou skupinách (o 1.-4. místo, o 5.-8. místo). Celkem tedy 26 zápasů.

| Poř. | Tým                     | Z  | V  | P  | Skóre     | Body |
| ---- | ----------------------- | -- | -- | -- | --------- | ---- |
| 1.   | Sparta ČKD Praha        | 26 | 24 | 2  | 2103:1672 | 50   |
| 2.   | VŠ Praha                | 26 | 16 | 10 | 1949:1916 | 42   |
| 3.   | KPS Brno                | 26 | 13 | 13 | 1858:1928 | 39   |
| 4.   | Slovan CHZJD Bratislava | 26 | 8  | 18 | 1792:1945 | 34   |
|      |                         |    |    |    |           |      |
| 5.   | ZŤS Košice VSS          | 26 | 16 | 10 | 1804:1743 | 42   |
| 6.   | SCP Ružomberok          | 26 | 13 | 13 | 1790:1783 | 39   |
| 7.   | Lokomotíva Košice       | 26 | 10 | 16 | 1684:1758 | 36   |
| 8.   | Slávia VŠ Prešov        | 26 | 4  | 22 | 1595:1830 | 30   |

## Sestavy (hráčky, trenéři) 1979/1980, 1980/1981
- Spartak Praha Sokolovo: Ivana Třešňáková, Dana Klimešová-Ptáčková, Dana Hojsáková, Alena Weiserová-Kopecká, Ludmila Chmelíková, Hana Brůhová-Peklová, Jana Stibůrková-Menclová, Alena Růžičková-Bubeníková, Eva Kotrbatá-Hlaváčová, Blanka Tomsová, Věra Šulcová-Pauchová, Ivana Petrželová-Prettlová, Klímová, Ezrová, Trenér Karel Herink
- KPS Brno: Pavla Podivínová-Davidová, Lenka Grimmová-Nechvátalová, Stanislava Haklová-Varmužová, Hana Jarošová, Ivana Kejvalová, Jarmila Vyňuchalová-Bystroňová, Dagmar Spáčilová-Pošvářová, Hana Pláničková, R. Králiková, Svobodová, Doležalová, Romana Judasová, Pokorná, Cardová, Kunstová. Trenér Luboš Polcar (1980), Petr Pajkrt (1981)
- VŠ Praha: Anna Součková-Kozmanová, Ludmila Matušů-Komeštíková, Hana Zarevúcká, Eva Zemanová-Hartmanová, Jana Chlebowczyková, Václava Šimonová-Jirášková, Libuše Centnerová, Blanka Štépánková-Linhartová, Nedvídková, Hádková, Petra Vondřičková, Hnídková, Kieslová, Vlachová, Dvořáčková, Pešatová. Trenér Jan Karger
- Slovan CHZJD Bratislava: Irena Rajniaková (Goldová), Alena Bláhová, Alena Uberalová-Bardoňová (Kašová), Eva Šefčíková-Piršelová, Maria Kiffuszová, Božena Miklošovičová-Štrbáková, Beáta Renertová-Csicsayová, Darina Norovská-Pastuchová, Stromková, Alica Kováčová-Macková, Kontová, Jamáriková, Šimkovičová, Klčovanská, Nováková, Szaboldová, Gážová, Liptáková. Járková, Schlettová. Trenér Jozef Ivičič
- ZŤS Košice: Tamara Turcsányiová-Hynková, Anna Mazalová-Ticháčková, Eva Galášová, Eva Vrbková, Képesová, Kártiková-Čájová, Hollá, Svobodová, Adamcová, Konopková, Šimíková, Papierniková-Nagyová, Fodorová, Hríbová, Révajová, Hanková, Čuboňová, Tomková, Benköová, Čermáková. Trenér Zdeněk Martykán
- SCP Ružomberok: Nataša Lichnerová-Dekanová, Z. Mottlová-Helínska, Vlasta Mottlová-Vrbková, Natália Hejková, Irena Medvecká-Bartošová, Jánošová, Žbirková-Šlesárová, Dolejší, Ladislava Kotoučková, Urbanová, Dekýšová, Ostrienková, Olosová, Combová, Pospíšilová-Plačková, Lukášová, Karčáková-Jánošová, . Trenér J. Baran, M. Pospíšil
- Lokomotíva Košice: Milena Jindrová, Irena Medvecká-Bartošová, Jana Blažeková-Škovránová, Marta Čintalová-Lukáčová, Zora Brziaková, Vilma Karnayová-Sitašová, Liptáková, Cecílie Karabelošová, Žuffová, Kalináčová, Madurová, Beňová-Krajčová, Kontrošová, Eva Bieleková, I. Šostáková, Stromková, Valková, Brhelová. Trenéři L. Dajko, L. Šosták, L. Kurimský
- Lokomotíva Bratislava: Jiřina Přívarová, Věra Kišová-Luptáková, Jana Široká, Oľga Červeňanová-Lipovská, Marcela Keberlová, Alena Lavečková, Zuzana Hurtuková, Eva Krištofičová-Matisková, Alžbeta Bláhová, Alena Bláhová, Iveta Tibenská, Alena Sásiková, Krč-Turbová, Jana Šišová, Sýkorová, Mikulášiková. Trenér Alexander Riecký
- Slávia VŠ Prešov: Yvetta Paulovičová-Pollaková, Červeňanová-Lipovská, Gabriela Jančoková-Jeleníková, Táňa Gálová-Petrovičová, Michalidesová, Viera Bebčáková, Udičová, Adamcová, Polakovičová, Sibalová, Kovalová, Balažková, Hurkuličová, Kračúnová, Dobiášová, Robská, D. Libová, J. Libová, Olejníková, Duhanová, D. Galášová. Trenér Š. Molokáč
- Jiskra Kyjov: Z. Šušáková, Anna Mazalová-Ticháčková, M. Klimková-Neničková, P. Klimková, Rajsiglová-Bednářová, Keberlová, Seidlová, Růžena Maksantová, Talafantová, Wernischová, Hegrová, Raiskubová, Schmidtová, Zarosská, Gallová, Buštíková, Sochorová, Gottwaldová. Trenér Zdeněk Martykán

## Zajímavosti
- Basketbal na letních olympijských hrách 1980 v Sovětském svazu Moskva za účasti ...6 družstev. ...Konečné pořadí: 1. Sovětský svaz, 2.USA, 3. Bulharsko, 4. Československo, 5. Japonsko, 6. Kanada.
- Československo hrálo kvalifikaci za účasti 22 družstev v květnu 1980 v Bulharsku Varna, skončilo na 8. místě a na OH 1980 se nekvalifikovalo. Československo hrálo v sestavě: Pavla Davidová 135 bodů /10 zápasů, Anna Součková-Kozmanová 121 /10, Hana Zarevúcka 94 /10, Dana Hojsáková 92 /10, Alena Weiserová-Kopecká 64 /9, Ludmila Matušů-Komeštíková 63 /9, Ivana Třešňáková 60 /10, Ivana Kejvalová 51 /10, Dana Spáčilová-Pošvářová 42 /8, Věra Šulcová-Pauchová 21 /7, Anna Mazalová-Ticháčková 12 /3, Beáta Renertová-Csicsayová 7 /3, celkem 762 bodů v 9 zápasech (6 vítězství, 3 porážky). Trenér Vladimír Heger
- Mistrovství Evropy v basketbale žen 1980 se konalo v Jugoslávii (Banja Luka) v září 1980 za účasti 14 družstev. Mistrem Evropy byl Sovětský svaz, Polsko na 2. místě , Jugoslávie na 3. místě, Československo na 4. místě. Československo na ME 1980 hrálo v sestavě: Pavla Davidová 98 bodů /8 zápasů, Ivana Třešňáková 91 /8, Alena Weiserová-Kopecká 90 /8, Anna Součková-Kozmanová 68 /7, Dana Klimešová-Ptáčková 65 /8, Hana Zarevúcka 52 /8, Dana Hojsáková 37 /7, Božena Miklošovičová-Štrbáková 30 /5, Zdena Mottlová-Vrbková 28 /7, Ludmila Chmeliková 26 /7, Irena Rajniaková 18 /4, Hana Brůhová-Peklová 9 /5, celkem 612 bodů v 8 zápasech (5 vítězství, 3 porážky), Trenér Alois Brabec, asistent Karel Herink.
- V Poháru evropských mistrů v basketbalu žen Sparta ČKD Praha v sezónách 1979/80 a 1980/81 skončila ve čtvrtfinálové skupině.